# La Puebla del Río
La Puebla del Río ist eine Stadt in der Provinz Sevilla in Spanien mit 11.871 Einwohnern (Stand: 2024). Sie ist Teil der Comarca Metropolitana de Sevilla in Andalusien. Die Gemeinde befindet sich am rechten Ufer des Río Guadalquivir und liegt in der Umgebung des Nationalpark Coto de Doñana.

## Geografie
Die Gemeinde La Puebla del Río grenzt an die Gemeinden Almensilla, Aznalcázar, Bollullos de la Mitación, Las Cabezas de San Juan, Coria del Río, Dos Hermanas, Isla Mayor, Lebrija, Trebujena (Provinz Cádiz) und Utrera.

## Geschichte
In der Zeit der Turdetaner befand sich hier eine bedeutende Siedlung mit dem Namen Massia Tarseion. Nach der Eroberung der Region durch Ferdinand III. wurde hier eine Festung gebaut. Alfons X. ließ später hier neue Einwohner ansiedeln.

## Wirtschaft
Produkte wie Reis, Orangen, Mais, Baumwolle, Sonnenblumen oder Weizen werden in dieser Gemeinde häufig angebaut.